# Jennifer Goldsack
Pour les articles homonymes, voir Goldsack.
Jennifer Carroll Goldsack (née le 12 juillet 1982 à Wimbledon en Royaume-Uni) est un rameuse d'aviron américaine. Elle participe à une édition des Jeux olympiques.
Goldsack étudie au Somerville College de l'université d'Oxford et possède la double citoyenneté britannique et américaine.

## Jeux olympiques
- Jeux olympiques d'été de 2008 à Pékin ( Chine)

## Championnats du monde
- Championnats du monde d'aviron de 2007 à Munich ( Allemagne)
  -  à l'épreuve Skiff poids légers LW1x.

## Jeux panaméricains
- Jeux panaméricains de 2011 de Guadalajara ( Mexique)
  -  à l'épreuve Lwt single sculls.